# Anne-Marie Rindom
Anne-Marie Rindom (14 de junho de 1991) é uma velejadora dinamarquesa.

## Carreira
Rindom representou seu país nos Jogos Olímpicos de Verão de 2016, nos quais conquistou a medalha de bronze na classe Laser Radial. Obteve o ouro na mesma classe em Tóquio 2020 e, nos Jogos de 2024, conseguiu a prata.